# Tarrah Krajnak
Tarrah Susan Krajnak, née en 1979 à Lima, est une photographe de nationalité américaine. Elle vit à Los Angeles.

## Biographie
Tarrah Krajnak est née à Lima, en 1979. Le Pérou est alors marqué par des troubles sociaux et politiques. Tarrah Krajnak est recueilli bébé dans un orphelinat. Elle est adoptée par un couple originaire de Lansford, en Pennsylvanie.
Elle enseigne à l'université Cornell et à l'université du Vermont. Depuis 2013, elle est professeure de photographie au Pitzer College de Claremont, en Californie.
Dans sa pratique Tarrah Krajnak interroge la place du modèle, du photographe, de la personne qui regarde et la représentation du nu féminin.
Dans la série 1979 : Contact Negatives, elle interroge les conditions de sa naissance. Pour cela, elle collecte les magazines paru en 1979 à Lima. Elle se construit un album photo avec les images des magazines dans lesquelles elle insère son corps.
Dans les séries Rituels de Maîtres, elle reprend à son compte les techniques des grands photographes masculins qu'elle se réapproprie et performe. Elle est à la fois le modèle et l'artiste qui se photographie en montrant le déclencheur qu’elle tient dans la main. Elle affirme son pouvoir et garde le contrôle.
Dans la série Rituels de Maîtres II : Les nus de Weston, elle pose comme les modèles d’Edward Weston. Elle élimine le regard masculin. Le nu n'est plus un élément esthétique au service du male gaze. Le nu est au centre de la photographie. Elle met en avant son identité sud-américaine.

## Expositions
- Past, Present, Future, Silver Eye Center for Photography, Pittsburgh,  2017
- Conceptual Feedback, Honor Fraser Gallery, Los Angeles, 2018
- El Jardín de Senderos Que Se Bifurcan, Belfast Photo Festival, Belfast, 2019
- 1979 : Contact Negatives, Los Angeles , 2019
- Rituels de Maîtres I : Les nus de Ansel Adams,
- Rituels de Maîtres II : Les nus de Weston, Rencontres d'Arles, Arles, 2021

## Prix
- premier prix national de photographie de la Texas Photographic Society, 2017
- prix Dorothea Lange-Paul Taylor, Center for Documentary Studies de l'université de Duke, 2020[5]
- prix Découverte Louis Roederer, Rencontres de la photographique d'Arles, 2021[4]